# Magnus Berlin
Magnus Theodor Berlin, född 27 november 1830 i Linsell, död 30 mars 1916 i Arvidsjaur, var en svensk präst.
Berlin var son till kapellpredikanten Nils Magnus Berlin och Anna Brita Lundahl. Blev missionskateket i Jokkmokk 1860, avlade prästexamen och prästvigdes 1866, blev nådårspredikant i Jokkmokk samma år, vice pastor där 1868 samt vice komminister och skolmästare i Kvikkjokks församling 1870. Berlin blev kyrkoherde i Arjeplogs församling 1876 och var kyrkoherde i Arvidsjaurs församling från 1889. Han var folkskoleinspektör 1886–1895, visitator i norra lappmarksdistriktet sedan 1885 och tilldelades Vasaorden 1895.
Berlin var gift med Brita Johanna Westerlund, med vilken han hade sex barn.